# Naussac (Aveyron)
Naussac è un comune francese di 331 abitanti situato nel dipartimento dell'Aveyron nella regione dell'Occitania.

## Società

### Evoluzione demografica
Abitanti censiti